# Lydia Ko
Lydia Ko (coréen : 고보경, hanja : 高寶璟), née le 24 avril 1997 à Séoul, est une golfeuse néo-zélandaise d'origine sud-coréenne
Né à Séoul, elle grandit en Nouvelle-Zélande à partir de l'âge de quatre ans. Lydia Ko bat de nombreux records de précocité dans le golf, devenant entre autres la plus jeune golfeuse vainqueur d'un tournoi professionnel à l'âge de 14 ans sur le circuit d'Australasie et la plus jeune vainqueur d'un tournoi du circuit de la LPGA avec le gain de l'Omnium du Canada 2012. Amateure, elle devient professionnelle en novembre 2013. Membre du circuit LPGA dès 2014 et nommée dès sa première saison meilleure débutante de la LPGA, elle devient numéro une mondiale en février 2015 jusqu'en juin 2017 où seule la Sud-Coréenne Inbee Park interrompt quelques semaines son règne, y remporte deux tournois majeurs, le Championnat Amundi Evian en 2015, année où elle est nommée « Joueuse de l'année de la LPGA » pour la première fois, puis l'ANA Inspiration en 2016.
Ne comptant aucune victoire sur le LPGA à partir d'avril 2018, elle renouvelle le succès lors de la saison 2021 puis parvient la saison 2022 à devenir numéro une mondiale de novembre 2022 à avril 2023, cumulant 163 semaines à cette place dans sa carrière, et en étant une nouvelle fois « Joueuse de l'année de la LPGA » pour la saison 2022.
Ainsi, elle compte au total vingt-huit victoires professionnelles et n'est pas sortie du top 10 mondial depuis mars 2021 à aujourd'hui.
Le samedi 10 aout 2024, au 4ème tour, elle remporte la médaille d'or aux  Jeux de Paris 2024, Golf - individuel.

## Biographie

### Carrière amateure
Le 29 janvier 2012, en remportant le Bing Lee Samsung Women's NSW Open, elle devient, à l'âge de 14 ans, la plus jeune golfeuse à remporter un tournoi professionnel.
La même année, elle devient la plus jeune joueuse à remporter un tournoi du LPGA Tour, le circuit de golf féminin le plus important. Elle remporte l'Open du Canada.
En 2013, elle remporte ensuite le ISPS Handa New Zealand Women's Open, tournoi du circuit européen. Elle remporte pour la deuxième année consécutive l'Open du Canada. Peu après, elle termine à la deuxième place du The Evian Championship dont l'édition 2013 est la première à être considéré comme un tournoi majeur sur le circuit de la LPGA. Elle est devancée de deux coups par la norvégienne Suzann Pettersen.

### Carrière professionnelle
Lydia Ko, qui, du fait de son statut amateur, ne peut prétendre aux 600 000 $ de gains pour ses victoires lors des éditions 2012 et 2013 de l'Open du Canada ni aux 297 994 $ destinés à la deuxième du The Evian Championship, pour un total de 934 987 $ sur le circuit de la LPGA, annonce peu après le The Evian Championship qu'elle se concentre pour quelques mois à ses études.
Toutefois, le 10 octobre, elle annonce sa volonté de passer professionnelle et qu'elle a ainsi demandé une exemption à la LPGA concernant l'âge minimum de dix-huit ans requis pour obtenir ce statut sur le circuit américain.
Le 2 février 2015, elle devient n°1 mondiale au Women's World Golf Rankings. Elle occupe cette première place jusqu'au 14 juin 2015, puis de nouveau depuis le 26 octobre 2015.
Le 13 septembre 2015, elle remporte son premier majeur The Evian Championship avec un score à -16, devançant de 6 coups l'américaine Lexi Thompson.
Le 3 avril 2016, elle remporte son deuxième majeur, le ANA Inspiration.
Le 20 août 2016, elle obtient la médaille d'argent de l'épreuve de golf aux Jeux olympiques d'été de 2016.
Elle remporte la médaille de bronze aux Jeux olympiques de Tokyo 2020 (disputés en 2021 en raison de la pandémie de Covid)
Elle devient triple médaillée olympique en enlevant cette fois-ci la médaille d'or aux  Jeux de Paris 2024 

## Victoires professionnelles (27)

### Victoires sur le circuitLPGA(20)
| 1  | 26 août 2012      | Open féminin du Canada             |
| 2  | 25 août 2013      | Open féminin du Canada             |
| 3  | 27 avril 2014     | Swinging Skirts LPGA Classic       |
| 4  | 20 juillet 2014   | Marathon Classic                   |
| 5  | 23 novembre 2014  | CME Group Tour Championship        |
| 6  | 22 février 2015   | ISPS Handa Women's Australian Open |
| 7  | 26 avril 2015     | Swinging Skirts LPGA Classic       |
| 8  | 23 août 2015      | Open féminin du Canada             |
| 9  | 13 septembre 2015 | The Evian Championship             |
| 10 | 25 octobre 2015   | Fubon LPGA Taiwan Championship     |
| 11 | 27 mars 2016      | Kia Classic                        |
| 12 | 3 avril 2016      | ANA Inspiration                    |
| 13 | 26 juin 2016      | Walmart NW Arkansas Championship   |
| 14 | 17 juillet 2016   | Marathon Classic                   |
| 15 |                   |                                    |
| 16 |                   |                                    |
| 17 |                   |                                    |
| 18 | 23 novembre 2022  | BMW Ladies Championship            |
| 19 | 20 novembre 2022  | CME Group Tour Championship        |
| 20 | 21 janvier 2024   | Hilton Grand Vacations (Floride)   |

### Victoires sur leLET(5)
| 1 | 10 février 2013   | ISPS Handa New Zealand Women's Open (co-sanctionné ALPG Tour)             |
| 2 | 22 février 2015   | ISPS Handa Women's Australian Open (co-sanctionné LPGA Tour et ALPG Tour) |
| 3 | 1er mars 2015     | ISPS Handa New Zealand Women's Open (co-sanctionné ALPG Tour)             |
| 4 | 13 septembre 2015 | The Evian Championship (co-sanctionné LPGA Tour)                          |
| 5 | 14 février 2016   | ISPS Handa New Zealand Women's Open (co-sanctionné ALPG Tour)             |

### Victoires sur leAustralian Ladies Professional Golf Tour(5)
| 1 | 29 janvier 2012 | Bing Lee Samsung Women's NSW Open                                                    |
| 2 | 10 février 2013 | ISPS Handa New Zealand Women's Open (co-sanctionné Ladies European Tour)             |
| 3 | 22 février 2015 | ISPS Handa Women's Australian Open (co-sanctionné LPGA Tour et Ladies European Tour) |
| 4 | 1er mars 2015   | ISPS Handa New Zealand Women's Open (co-sanctionné Ladies European Tour)             |
| 5 | 14 février 2016 | ISPS Handa New Zealand Women's Open (co-sanctionné Ladies European Tour)             |

### Victoires sur le Korean LPGA Tour (1)
| 1 | 8 décembre 2013 | Swinging Skirts World Ladies Masters |

## Parcours en tournois majeurs
| Tournoi                                      | 2012 | 2013 | 2014 | 2015 | 2016 | 2017 |
| -------------------------------------------- | ---- | ---- | ---- | ---- | ---- | ---- |
| Kraft Nabisco Championship / ANA Inspiration | DNP  | T25  | T29  | T51  | 1    | T11  |
| Championnat de la LPGA                       | DNP  | T17  | 3    | CUT  | 2    | T59  |
| Open américain                               | T39  | T36  | T15  | T12  | T3   | T33  |
| Open britannique                             | T17  | T42  | T29  | T3   | T40  | T59  |
| The Evian Championship                       |      | 2    | T8   | 1    | T43  | T3   |

DNP = N'a pas participé

CUT = A raté le Cut

"T" = Égalité

Le fond vert montre les victoires et le fond jaune un top 10.

## Classement WWGR en fin de saison
Le golf féminin a mis en place un classement mondial, nommé le Women's World Golf Rankings, introduit en 2006.
| Année        | 2012 | 2013 | 2014 | 2015 | 2016 | 2017 | 2018 | 2019 | 2020 | 2021 | 2022 | 2023 |
| Rang mondial | 44e  | 4e   | 2e   | 1re  | 1re  | 9e   | 14e  | 40e  | 29e  | 3e   | 1re  | 11e  |

## Distinction
Dame Grand de l'Ordre du Mérite de Nouvelle-Zélande le 15 mai 2019